# Batocera Linux
Batocera Linux (Eigenschreibweise: Batocera.linux) ist eine Linux-Distribution, die auf Retrogaming spezialisiert ist und auf Handheld-Konsolen sowie auf Einplatinencomputern lauffähig ist.

## Anforderungen
Unterstützt wird der Raspberry Pi dem Banana Pi und den ODROID-C2, aber auch ältere 32-Bit PCs. Bei den Gaming-Handhelds wird unter anderem das Steam Deck offiziell unterstützt. Batocera läuft als Live-System und führt selbst keine Änderungen am eingesetzten System vor, kann aber auch optional installiert werden. Es unterstützt Xbox-360-Controller sowie DualShock 3 und 4 sowie zahlreiche Fabrikate weiterer Hersteller.

## Funktionen
Emuliert werden können über 190 verschiedene Plattformen. Dies geschieht mithilfe vorinstallierter Orchestrierungssysteme für Emulatoren wie EmulationStation und RetroArch, die eine einheitliche Oberfläche bieten.